# Liepaitės
Liepaitės (dt. ‚Die Lindenchen‘) ist ein 1965 von Liucija Palinauskaitė und Petras Vailionis gegründeter Mädchenchor und eine Musikschule in Vilnius, der Hauptstadt Litauens. Er hatte über 1500 Konzerte und nahm an internationalen Wettbewerben und Festivals sowie anderen Veranstaltungen (2017 an der Leipziger Buchmesse, 2014 in Berlin) teil,  wo er zahlreiche Preise erworben hat.  1997 war der Chor in Deutschland und hat mit der Familie Ute und Johann-Friedrich Ritter aus Kronberg im Taunus eine lange Musiktradition hierzulande aufgebaut, die bis zu heutigen Tag andauert.
Die Schule befindet sich im Stadtteil Naujamiestis.

## Musikschule
1992 wurde die „Liepaitės“-Chorsingenschule statt eines Musikstudios eingerichtet, hier lernen etwa 400 Schüler (2021). 50 Musikpädagogen pflegen einen  international anerkannten Standard. Im Programm sind die Werke von Bach, Caldera, Rheinberger, Scheidt sowie litauischen und internationalen Komponisten.
Die Musikalische Früherziehung nimmt Jungen und Mädchen im Alter von 5–6 Jahren auf. Der Gruppenunterricht findet zweimal pro Woche statt. Man lehrt die Grundlagen der Musik und man spielt ausgewählte Musikinstrumente (Klavier, Geige, Flöte, Gitarre). In der Musikschule werden folgende Fächer unterrichtet: Solfeggio, Musiktheorie, Musikgeschichte, Harmonielehre, Werkanalyse,  Klavier, Chor, Stimmbildung. Die Schüler können in Ensembles  (Längs- und Querflöte, Violine, Klavier) spielen. Der Gruppen- und Einzelunterricht findet 2–3 mal pro Woche (5–6 Wochenstunden) statt.

## Direktor
- 1992–2009: Petras Vailionis
- Seit 2009: Edita Jaraminienė

## Auszeichnungen
- 2003: Goldene Medaille,  Internationaler Wettbewerb Johann Brahms in Deutschland
- 2004:  Goldene Medaille, Internationaler Wettbewerb in Prag
- Grand Prix, Internationaler Wettbewerb „Wir Kinder Litauens“ im Jahre 2009, Vilnius